# Амерікен Макгі
Амерікен Джеймс Макгі (англ. American James McGee; 13 грудня 1972) — американський геймдизайнер, відомий як розробник гри American McGee's Alice.

## Біографія

### Ранні роки
Амерікен Макгі народився в Далласі, штат Техас. Навчався в середній школі імені Вудро Вільсона (Woodrow Wilson High School). З приводу свого імені (англ. American — американець) відповідає, що так його назвала мати:
| Це питання мені найчастіше ставлять в житті і надсилають електронною поштою: «Амерікен — твоє справжнє ім'я?» Відповідь така: так, моя мати назвала мене так. Вона стверджувала, що знала жінку, з якою вчилася в коледжі, і та назвала свою дочку «Америка», мабуть цей випадок підказав їй ім'я. Вона також розповіла, що подумувала назвати мене «Обнард». Моя мати завжди була дуже ексцентричною і творчою особистістю. Оригінальний текст (англ.) The question I get most often in life and in email is, "Is American your real name?" The answer is: Yes, my mother named me that. She claims a woman she knew in college, who named her daughter "America", inspired the name. She also tells me that she was thinking of naming me "Obnard". She was and always has been a very eccentric and creative person. — Амерікен Макгі |

У віці одинадцяти років Амерікен отримав свій перший комп'ютер від рідного дядька J. O. McGee. На цьому комп'ютері Макгі вперше випробував процеси програмування, вивчаючи BASIC. Коли Амерікену виповнилося шістнадцять років, його шкільні роки закінчилися, і треба було заробляти на життя.

Я повертався в абсолютно порожній будинок. Мати та вітчим з'їхали. Так що я був наданий самому собі.
Оригінальний текст (англ.)
I came home to a completely empty house. My mother and stepfather were gone. So I was out on my own.
— Амерікен Макгі
Макгі працював посудомийником, шліфувальником кілець в ювелірній майстерні, приймав замовлення в музичному магазині. Надалі, працюючи в автомайстерні, Амерікен встигав писати програмні додатки для інвентаризації та відстеження заявок клієнтів.

### Початок кар'єри в id Software
У 1992 році Амерікен Макгі став сусідом, і незабаром потоваришував з Джоном Кармаком, програмістом і співзасновником id Software. Кармак запропонував Амерікену роботу в технічній підтримці. У 1993 р. Макгі отримав посаду дизайнера ігрових рівнів та музичного менеджера. На новій посаді він створював образ ігрових ландшафтів ігор Doom, Quake і Quake II.

### Робота в Electronic Arts
У 1998 році Амерікен Макгі отримав посаду креативного директора в Electronic Arts — однієї з найбільших компаній в індустрії розробки комп'ютерних ігор. Амерікен почав роботу над своєю власною комп'ютерною грою American McGee's Alice, яка була видана в 2000 р., принесла автору популярність та безліч позитивних відгуків з боку критиків.

### Власні проекти
Після випуску American McGee's Alice Амерікен йде з Electronic Arts і в 2003 р. організовує власну компанію The Mauretania Import Export Company. Крім того, разом з компанією Carbon 6 він почав опрацьовувати концепції American McGee's Oz і перший варіант гри за мотивами казок братів Грімм. Компанія намагалася співпрацювати з кінопродюсерами і виробниками іграшок, але через деякий час всі проекти були заморожені.
У 2004 році була видана гра Scrapland, над якою Амерікен Макгі працював спільно з Enlight Software.
У 2006 році гра Bad Day LA отримала досить низькі оцінки критиків.
У 2007 році Амерікен заснував в Шанхаї студію Spicy Horse Design House, якою керує по сьогоднішній день. У 2008 році студія розпочала серію ігор American McGee's Grimm для онлайн-сервісу GameTap. У 2009 році Америкэн відкрив дочірню компанію Spicy Pony, яка займається розробкою ігор для iPhone. Перша видана гра — DexIQ, в 2010 році для iPhone була видана нова гра — American McGee's Crooked House.
У 2011 році вийшла гра «Alice: Madness Returns» — продовження «American McGee's Alice».

## Ігри, створені за участю Амерікен Макгі
- Wolfenstein 3D (1994), Atari Corporation;
- Doom (1994), SEGA of America, Inc.;
- Doom II: Hell on Earth (1994);
- The Ultimate Doom (1995), GT Interactive Software Corp.;
- Doom (1995), Williams Entertainment Inc.;
- Quake (1996), id Software, Inc.;
- H! Zone (1996), WizardWorks Software;
- Hexen: Beyond Heretic (1996), GT Interactive Software Corp.;
- Final Doom (1996), Atari, Inc.;
- Final Doom (1996), id Software, Inc.;
- Quake Mission Pack No 1: Scourge of Armagon (1997), id Software, Inc.;
- Quake Mission Pack No 2: Dissolution of Eternity (1997), id Software, Inc.;
- Quake II (1997), Activision, Inc.;
- Doom 64 (1997), Midway Games, Inc.;
- Dominion: Storm Over Gift 3 (1998), Eidos Interactive Ltd.;
- Timeline (2000), Eidos, Inc.;
- American McGee's Alice (2000), Electronic Arts, Inc.;
- American McGee presents: Scrapland (2004), Enlight Interactive Inc.;
- American McGee presents: Bad Day LA (2006), Enlight Interactive Inc.;
- American McGee's Grimm (2008), GameTap;
- DexIQ (2009), Spicy Pony;
- American McGee's Crooked House (2010), Spicy Pony.
- Alice: Madness Returns (2011), Electronic Arts